# Benee
Benee, pseudonimo di Stella Rose Bennett (Auckland, 30 gennaio 2000), è una cantante e attrice neozelandese.

## Biografia
Cresciuta in una famiglia che l'ha sempre incoraggiata ad intraprendere una carriera musicale, Benee ha preso lezioni di chitarra nell'infanzia, e a 17 anni ha iniziato a scrivere e comporre musica, che nell'ultimo anno di superiori ha pubblicato su SoundCloud.
Dopo avere abbandonato il corso di scienze della comunicazione all'Auckland University of Technology, ha deciso di iniziare a cantare professionalmente. Ha incontrato il produttore Josh Fountain, con il quale ha realizzato i suoi primi due singoli, Tough Guy e Soaked. Quest'ultimo ha raggiunto la 14ª posizione della classifica neozelandese ed è stato certificato doppio disco di platino dalla Recorded Music NZ con oltre 60 000 copie vendute a livello nazionale. Il successo del singolo le ha fruttato un contratto con l'etichetta discografica Republic Records.
Nel 2019 la cantante ha pubblicato due EP: Fire on Marzz a giugno e Stella & Steve a novembre. Il primo ha venduto oltre 15 000 unità in Nuova Zelanda, venendo certificato disco di platino, e ha prodotto il singolo di successo Glitter, triplo disco di platino sia in madrepatria che in Australia, dove ha scalato le classifiche fino ad arrivare al 20º posto e ha venduto più di 210 000 copie. Una delle tracce di Stella & Steve, Supalonely, è diventata virale su TikTok a inizio 2020, scalando le classifiche a livello globale e raggiungendo la top ten in tredici paesi, fra cui Belgio e Paesi Bassi.
Dopo aver raggiunto il successo internazionale, Benee avrebbe dovuto intraprendere una tournée negli Stati Uniti per la prima volta nel 2020, ma è stata costretta a sospendere il progetto per via della pandemia di COVID-19. L'artista ha comunque fatto in tempo ad iniziare la promozione in territorio statunitense, esibendosi in alcuni programmi televisivi. Il 30 ottobre 2020 ha pubblicato il singolo Plain in collaborazione con Lily Allen e Flo Milli. Agli MTV Europe Music Awards 2020 ha trionfato nella categoria di miglior artista neozelandese, mentre il 13 novembre viene pubblicato l'album in studio di debutto Hey U X.
Nel marzo 2022, dopo aver pubblicato vari singoli nei mesi precedenti, l'artista ha pubblicato il suo terzo EP Lychee. A giugno 2023 è stata la volta del singolo Do It Again, in collaborazione con Mallrat, utilizzato come inno ufficiale del Campionato mondiale femminile di calcio. L'anno successivo è stata scelta come artista d'apertura delle tappe australiane del Guts World Tour di Olivia Rodrigo, mentre per il 2025 è prevista la sua partecipazione al Miss Possessive Tour di Tate McRae.

## Discografia

### Album in studio
- 2020 – Hey U X

### EP
- 2019 – Fire on Marzz
- 2019 – Stella & Steve
- 2022 – Lychee

### Raccolte
- 2020 – Fire on Marzz/Stella & Steve

### Singoli
- 2017 – Tough Guy
- 2018 – Soaked
- 2019 – Evil Spider
- 2019 – Want Me Back
- 2019 – Glitter
- 2019 – Find an Island
- 2019 – Monsta
- 2019 – Supalonely (feat. Gus Dapperton)
- 2020 – Night Garden
- 2020 – Snail
- 2020 – Plain (feat. Lily Allen e Flo Milli)
- 2020 – Kool
- 2021 – Doesn't Matter
- 2022 – Beach Boy
- 2022 – OTT (con gli Easy Life)
- 2022 – Sunday926 (con Heavy Chest)
- 2022 – Light (con Finn Falcon)
- 2022 – Fun Out of It (con Johnny Orlando)
- 2023 – I'm So Happy (con Jeremy Zucker)
- 2023 – Green Honda
- 2023 – Don't Let Me Down (con Gus Dapperton)
- 2023 – Bagels
- 2023 – Do It Again (feat. Mallrat)
- 2023 – Love Cocoon (con Muroki)
- 2024 – Sad Boiii
- 2024 – Animal

## Filmografia
- Head South (2024), regia di Jonathan Ogilvie